# Cámara de Comercio, Industria y Turismo de Áncash
La Cámara de Comercio, Industria y Turismo de Áncash (CCITA) es una asociación civil sin fines de lucro peruana con sede en Huaraz que brinda servicios en los sectores económicos a los que se dirige. Es la cámara de comercio del departamento de Áncash y fue creada el 14 de septiembre de 1932. El actual presidente es José Vidal Moreno.
Dentro de sus primeros presidentes se encuentra el periodista Rufino Méndez Ramos, en el cargo cuando ocurrió el aluvión de Huaraz de 1941.
Aparte de esta cámara, en la región Áncash también se encuentra la  Cámara de Comercio y Producción de la Provincia del Santa, creada en la ciudad de Chimbote el 8 de abril de 1947.